# Диплом імені П. Тіссанд'є
Диплом імені П. Тіссанд’є —
відзнака Міжнародної авіаційної федерації, заснована 1952 року з метою сприяння розвитку авіації та космонавтики. Названа на честь видатного французького льотчика Генерального секретаря FAI у 1919–1945 роках Поля Тіссанд'є.
Серед відзначених дипломом П. Тіссанд’є, зокрема, авіаконструктор О. Антонов (1954) та конструктор ракетно-космічної техніки В. Глушко (1971).